# Вьеви
Вьеви́ (фр. Viévy) — коммуна во Франции, находится в регионе Бургундия. Департамент коммуны — Кот-д’Ор. Входит в состав кантона Арне-ле-Дюк. Округ коммуны — Бон.
Код INSEE коммуны 21683.

## Население
Население коммуны на 2010 год составляло 339 человек.
| 1962 | 1968 | 1975 | 1982 | 1990 | 1999 | 2010 |
| ---- | ---- | ---- | ---- | ---- | ---- | ---- |
| 615  | 582  | 483  | 443  | 352  | 347  | 339  |

## Экономика
В 2010 году среди 197 человек трудоспособного возраста (15-64 лет) 148 были экономически активными, 49 — неактивными (показатель активности — 75,1 %, в 1999 году было 64,4 %). Из 148 активных жителей работали 139 человек (77 мужчин и 62 женщины), безработных было 9 (4 мужчины и 5 женщин). Среди 49 неактивных 9 человек были учениками или студентами, 24 — пенсионерами, 16 были неактивными по другим причинам.